# Тайны дворцовых переворотов
«Тайны дворцовых переворотов. Россия, век XVIII» — российский исторический телесериал, вышедший на экраны в 2000 году, посвящённый Эпохе дворцовых переворотов. Съёмки начались в 1995 году, изначально планировалось, что сериал будет состоять из 12 фильмов, по состоянию на конец 2021 года вышло 8. Режиссёр Светлана Дружинина говорила о своём фильме как о повести «о нелёгкой женской доле» русских императриц.
В 2010 году вышел документальный фильм «Первого канала» «Светлана Дружинина. „Королева дворцовых переворотов“», снятый на съёмках телесериала и посвящённый режиссёру.

## Сюжет

### Фильм 1. Завещание Императора (2000)
Умирает Пётр I. Смерть Императора, не назначившего наследника, привела к тому, что развернулась борьба за власть между отдельными группами знати. Победителем вышел Александр Меншиков, посадивший на трон Екатерину, супругу покойного Петра.

### Фильм 2. Завещание Императрицы (2000)
Два года, как не стало Петра I. Меншиков, который возвёл на российский трон свою бывшую любовницу Екатерину I, становится фактическим правителем Империи с почти неограниченной властью. Это вызывает зависть его бывших союзников, которые, воспользовавшись отсутствием Меншикова, составляют заговор. Однако фаворита Императрицы предупредили о смертельной угрозе, в результате чего ему удалось избежать ареста.

### Фильм 3. Я — Император (2001)
После смерти Екатерины I Императором становится одиннадцатилетний внук Петра I — Пётр II, влюблённый в свою тётку — семнадцатилетнюю Цесаревну Елизавету — будущую Императрицу. Для того чтобы сохранить власть, Меншиков помолвил с Петром свою дочь. Борясь за своё влияние, Меншиков удаляет от двора Елизавету и её сестру Анну, стремясь держать Императора в изоляции. Однако его планы спутала болезнь, в результате которой Пётр попадает под влияние князей Долгоруковых.

### Фильм 4. Падение Голиафа (2001)
Для того, чтобы свалить всесильного Меншикова, князья Долгоруковы (Долгорукие) и вице-канцлер Остерман объединяются. Они готовят план — «Падение Голиафа» — и организуют побег Петра.

### Фильм 5. Вторая невеста императора (2003)
После ссылки Меншикова Петра II объявляют совершеннолетним и готовят к коронации. Но борьба за влияние на юного Государя не прекращается, за него спорят граф Остерман и князья Долгоруковы, один из которых, Иван, становится главным фаворитом Императора. Чтобы увеличить своё влияние, Долгоруковы решают женить Петра на сестре Ивана — Екатерине.

### Фильм 6. Смерть юного Императора (2003)
Готовится брак Императора Петра с Екатериной Долгоруковой. Однако планам Долгоруких не суждено сбыться: юный Государь заболевает смертельной болезнью — чёрной оспой.

### Фильм 7. Виват, Анна! (2008)
После смерти юного Петра II возникает династический кризис. Этим воспользовались 8 членов Верховного тайного совета (Голицыны и Долгоруковы), которые решили возвести на Престол племянницу Петра I — Анну Иоанновну, ограничив её власть «кондициями» и запретив ей брать в Москву гражданского мужа — Эрнста Бирона. Но этому решают помешать барон Остерман и Ягужинский с помощью своих агентов.
Под кодовым названием «гостя из Митавы» доставят загримированного Бирона через всю Курляндию в поместье Екатерины Иоанновны Мекленбургской, а оттуда в Москву молодой офицер Пётр Сумароков, его возлюбленная Мадлен, барон Корф и граф Густав Левенвольд. Им противостоят верховники и их ярые сторонники — генерал Григорий Юсупов и офицер Егорин. В итоге Анна Иоанновна совершает легендарный «разрыв кондиций», встречает в тронном зале своего любимого и достойно вознаграждает всех агентов.

### Фильм 8. Охота на принцессу (2011)
1736 год. Императрица Анна Иоанновна, не имеющая детей, решает завещать престол будущему сыну своей племянницы Анны Леопольдовны, обручая её с Антоном Ульрихом, герцогом Брауншвейгским. Анна Леопольдовна не любит жениха, чем решают воспользоваться Пётр Бирон и саксонский посланник Мориц, которые начинают охоту на принцессу.

## В ролях
- Николай Караченцов — Пётр I
- Наталья Егорова — Екатерина I / Анна Иоанновна (фильм 8)
- Сергей Шакуров — Александр Меншиков
- Наталья Фатеева — Дарья Меншикова
- Марина Майко — Мария Меншикова
- Григорий Анашкин — Александр Меншиков-младший
- Фёдор Добронравов — Фёдор Суров (денщик Меншикова) / юродивый (6 фильм) / разбойник (7 фильм)
- Елизавета Никищихина — камер-фрау Крамер
- Алексей Агапов — царевич Алексей Петрович
- Надежда Дружинина — великая княжна Наталья Алексеевна
- Иван Синицын — Пётр II (в детстве)
- Дмитрий Веркеенко — Пётр II (в юности)
- Екатерина Никитина — Елизавета Петровна
- Михаил Мамаев — Александр Бутурлин
- Андрей Межулис — Карл-Фридрих Голштинский
- Ирина Лачина — Анна Петровна
- Александр Корженков — Фридрих Бассевич
- Вячеслав Гришечкин — генерал-прокурор Павел Ягужинский
- Андрей Давыдов — генерал-полицмейстер Антон Девиер
- Пётр Черняев — начальник Тайной канцелярии Андрей Ушаков
- Юрий Стосков — генерал гвардейского корпуса Иван Бутурлин
- Георгий Мартынюк — архиепископ Феофан Прокопович
- Александр Потапов — генерал-фельдмаршал Аникита Репнин
- Владимир Коппалов — глава Сената Пётр Толстой
- Юрий Кузьменков — секретарь царя Алексей Макаров
- Владимир Привалов — генерал-адмирал Фёдор Апраксин
- Владлен Давыдов, Алексей Петренко — кабинет-министр князь Дмитрий Голицын
- Алексей Жарков — гофмейстер Алексей Долгоруков
- Лариса Лужина — княгиня Прасковья Долгорукова
- Александр Белявский, Владимир Коренев — сенатор Василий Долгоруков
- Геннадий Матвеев — генерал-губернатор Сибири Михаил Долгоруков
- Геннадий Печников — генерал-фельдмаршал Василий Долгоруков
- Юрий Лактионов — дипломат Сергей Долгоруков
- Павел Степанов — Фёдор, неуклюжий холоп Долгоруковых
- Елена Гукленгофф — Любовь, горничная в усадьбе Долгоруковых
- Татьяна Ташкова — Прасковья Салтыкова, статс-дама при Анне Иоанновне
- Ольга Карпович — Наталья Лопухина, первая статс-дама Империи
- Алиса Признякова — Наталья Шереметева, невеста Ивана Долгорукова
- Дмитрий Харатьян — фаворит и наставник императора Петра II Иван Долгоруков
- Марьяна Цареградская — княжна Екатерина Долгорукова
- Андрей Дубовский — итальянский посланник Граф Миллезимо
- Виктор Вержбицкий — саксонский посланник Иоганн Лефорт
- Юрий Доронин — австрийский посланник граф де Бюсси-Рабутен
- Александр Курский — польский посланник Вратислав (в действительности был австрийским посланником, сменившим Бюсси-Рабутена)
- Глеб Плаксин — французский посланник Хризологус (Маккензи-Дуглас?)
- Артём Афинагенов — берлинский посланник Аксель фон Мардефельд
- Иван Уфимцев, Геннадий Юхтин, Александр Комиссаров — канцлер Гавриил Головкин
- Владимир Ильин — генерал-адмирал (вице-канцлер) Андрей Остерман
- Марина Яковлева — Марфа Остерман
- Мария Бабурина — дочь Ягужинского, фрейлина Елизаветы Петровны
- Сергей Беребеня — Карл Август Шлезвиг-Гольштейн-Готторпский, жених Елизаветы Петровны
- Наташа Ломтёва — Марта, фрейлина Елизаветы Петровны
- Максим Щёголев — певчий Алексей Разумовский
- Эдуард Гимпель — женский доктор
- Олег Матвеев — князь Петр Черкасский
- Людмила Зайцева — Екатерина Иоанновна
- Анна Штукатурова — Анна Леопольдовна (в детстве) / Варвара Черкасская, фрейлина (фильм 7)
- Нина Русланова — Анна Иоанновна (перед восшествием на престол)
- Инна Чурикова — Анна Иоанновна (с принятием престола)
- Любовь Гасын — маленькая служанка Клара
- Александр Лазарев (младший) — Эрнст Иоганн Бирон
- Тамара Цыганова — Бенигна фон Тротта-Трейден (супруга Бирона)
- Александр Домогаров-младший — Петруша Бирон
- Александра Ермоленко — Гедвига Бирон
- Данила Воробьёв — Карлуша Бирон
- Олег Масленников-Войтов — курляндский сановник Густав Корф
- Алсу — фрейляйн Мадлен (в 7 фильме)
- Мария Чернова — тётушка Гретхен
- Иван Кокорин — гвардеец Елагин
- Данила Дунаев — придворный Пётр Сумароков
- Виталий Шаповалов — генерал Михаил Леонтьев
- Дмитрий Ульянов — генерал-аншеф лейб-гвардии Григорий Юсупов
- Александр Песков — поручик и камергер двора Борис Сумароков-Юсупов
- Владимир Сошальский, Алексей Краснопольский — генерал-майор лейб-гвардии Семён Салтыков
- Ивар Калныньш — военный министр Бурхард Миних
- Александр Зуев — гвардии полковник Карл Лёвенвольде
- Валентин Смирнитский — чрезвычайный посол в Варшаве Фридрих Лёвенвольде
- Андрей Руденский — обер-гофмаршал Густав-Рейнгольд Лёвенвольде
- Степан Старчиков — царский шут Михаил Голицын
- Александр Кахун — царский лекарь Иоганн Лесток
- Владимир Сверба — аптекарь Иван Блюментрост
- Даниил Мукасей — монах Даниил
- Михаил Стародубов — монах Роман
- Екатерина Гуменюк[укр.] — Анна Леопольдовна (в юности)
- Снежанна Полежаева — Анна Леопольдовна (мать царя Иоанна VI)
- Александр Гловяк — Антон Ульрих Брауншвейгский
- Лола Кочеткова — Юлиана фон Менгден
- Александр Домогаров — Карл Мориц Линар
- Анна Терехова — Регина, камер-фрейлина Анны Иоанновны
- Валерий Ярёменко — Нейбуш
- Сергей Рубеко — Густав
- Владимир Тишенков — первый карлик
- Валерий Светлов — второй карлик
- Вячеслав Шалевич — текст от автора

## Критика
Сериал был воспринят неоднозначно. С одной стороны, он построен на классической схеме для подобных сериалов и представляет собой последовательное изложение реальных исторических событий. Его герои — исторические персонажи. В сериале воссозданы интерьеры и моды Российской империи первой половины XVIII века — большая часть интерьерной съёмки проводилась на территории музея-усадьбы Кусково. Закадровый голос часто излагает исторические факты, призванные просветить зрителей. Но при этом исторические события являются только фоном, сюжет сосредоточен в основном на внутрисемейных отношениях героев. Многие образы для людей, не изучавших историю, непонятны, описание русской истории весьма поверхностно. В репликах персонажей и картинке заметны многочисленные хронологические и иного рода неточности. По мнению некоторых критиков, сериал фактически является художественным изложением лекций историка В. О. Ключевского, при этом многие образы показаны слишком схематично. Также критики отмечают слабый сценарий, неоправданные стилистические противоречия разных эпизодов.
При этом в сериале отмечался ряд достоинств. Критики отмечают игру исполнительницы роли Екатерины I — Натальи Егоровой, которая получила за эту роль в 2000 году приз за лучшую женскую роль на кинофестивале «Окно в Европу» в Выборге. Также удачно проработана линия Александра Меншикова.

## Фестивали
- Гран-при X кинофестиваля «Виват кино России!» в Санкт-Петербурге в 2002 году — фильму «Я — император».
- Приз Гильдии кинорежиссеров России на I кинофестивале «Золотой Феникс» в Смоленске в 2008 году — режиссёру Светлане Дружининой за фильм «Виват, Анна Иоанновна!»[7].
- Приз зрительских симпатий XXI кинофестиваля «Виват кино России!» в Санкт-Петербурге в 2002 году — фильму фильм «Охота на принцессу».